# Hangwind

Aerodynamischer Hangwind an einem Gebirge. Der Hangaufwind wechselt auf der Leeseite in einen Abwind; über dem Kamm und dahinter kommt es zu Wolkenbildung

Als Hangwind wird ein lokal beeinflusster Wind bezeichnet, dessen Richtung durch einen Berghang nach oben oder unten abgelenkt wird, oder der durch Sonneneinstrahlung entsteht. Je nach Sonne, regionaler Windstärke und Form des Hanges kann die Vertikalkomponente von Hangwinden mehrere Meter pro Sekunde erreichen. Die daraus resultierenden Aufwinde werden beim Segel-, Gleitschirm- und Hängegleiterflug zum Höhengewinn genutzt.

## Zwei Arten der Entstehung
Ein Hangwind kann im Wesentlichen auf zwei Arten entstehen:
1. Durch einen beständig wehenden regionalen Wind, der auf der Luvseite des Berghanges zu einer aufsteigenden Luftbewegung führt, hinter dem Bergkamm hingegen (auf der Leeseite) zu einem schrägen Abwind. Die Aufwinde reichen mitunter doppelt so hoch wie das Hindernis. Bei genügender Luftfeuchte können sich über dem Kamm stationäre Wolken bilden, die sich leeseits wieder auflösen.
2. Bei Sonnenschein und geringem Wind („ruhiges Strahlungswetter“) durch die Sonnenstrahlung. Sie erwärmt den Berghang und die bodennahe Luft, sodass diese dem Hang entlang aufsteigt. Ist die vom Tal nachströmende Luft feucht, kann es in Gipfelnähe schon am Vormittag zur Wolkenbildung kommen.

Umgekehrt entsteht nach Sonnenuntergang ein Hangabwind, weil die hangnahe Luft durch nächtliche Ausstrahlung stärker abkühlt als die freie Luft in gleicher Höhe. Die kühlere Bodenluft fließt wegen ihrer größeren Dichte hangabwärts. Im Gebirge sind die Hangwinde Teilglieder der Berg- und Talwind-Zirkulation.

## Nutzung im Segel- und Drachenflug oder beim Gleitschirmfliegen
Für den Flug ohne Motor sind Hang-Aufwinde, neben der Thermik, die wichtigste Antriebsquelle. Eine Sonderform des Hangwindes sind die in großen Höhen leeseits einer Gebirgskette vereinzelt auftretenden Leewellen, die besonders für Langstrecken- und Dreiecksflüge Bedeutung haben.
Im Gegensatz zum lokal begrenzten thermischen Aufwind, der nur durch enges Kreisen des Segelflugzeugs nutzbar ist, kann ein Hangwind auch im Streckenflug „mitgenommen“ werden. Da ein Hochleistungssegler im Gleitflug eine Sinkgeschwindigkeit von nur etwa 0,5–1 m pro Sekunde hat, kann bereits ein relativ schwacher Hangaufwind zu einem merklichen Höhengewinn führen, wenn die Flugroute parallel zum sonnen- bzw. windseitigen Hang verläuft. Bei Thermik wird die günstigste Route oft durch eine am Hang aufgereihte Folge kleiner Schönwetterwolken angezeigt, weil ein erzwungenes Aufsteigen der Luft mit ihrer adiabatischen Abkühlung einhergeht und die Wolkenbildung begünstigt.
Jenseits des Bergkammes geht der Hangaufwind aus aerodynamischen Gründen in einen Abwind über, der allerdings auch schon über größeren Unebenheiten des Steighanges auftreten kann.

## Geschichte
Während ein thermischer Hangaufwind (2.) an jedem Sonnenhang auftreten kann, sind die aerodynamischen Hangwinde (1.) an Nord-Süd verlaufenden Gebirgszügen besonders ausgeprägt. Entlang der Appalachen konnte der Farmer Karl Striedieck über Jahre beobachten, wie die Adler im Herbst von Kanada nach Süden und im Frühjahr umgekehrt die Berghänge ohne Flügelschlag entlang sausten. Nach demselben Prinzip – rascher Gleitflug im Hangwind – gelang ihm am 9. Mai 1977 erstmals ein motorloser Rekordflug von 1000 Meilen (über 1800 km).
Schon Otto Lilienthal machte sich 1893 den Hangwind zunutze, der gegen seinen Übungshügel „Fliegeberg“ in Berlin anblies. Dadurch konnte er seine Luftsprünge schließlich auf über 300 m ausdehnen und kurzzeitig höher fliegen, als sein Startplatz gelegen war – was nach heutiger Definition den Segelflug vom Gleitflug unterscheidet.
DFS Hangwind war der Name eines 1927 in Deutschland entwickelten Segel-Schulflugzeuges, eines Gleiters für die Schulung der Anfänger. Interessant an dieser Konstruktion ist der Gabelschwanz – und dass die Flügelspannweite (12 m) die Länge (6,5 m) zweifach übertrifft.